# Alessandro Milleville
Alessandro Milleville (Parigi?, 1521 circa – Ferrara, 7 o 8 settembre 1589) è stato un organista e compositore francese vissuto in Italia.

## Biografia
Figlio di Jean Milleville, Alessandro Milleville nacque forse a Parigi, secondo l'attribuzione di Fétis, che tuttavia non riporta la fonte. Ancora Fétis assegna l'anno di nascita sulla base della notizia che Alessandro fu portato dalla famiglia a Ferrara nel 1530 all'età di nove anni, ma sempre senza citare la fonte. Questa supposizione appare verosimile, alla luce delle affermazioni di Superbi e Borsetti; il primo riportò infatti che Milleville morì a 68 anni, e il secondo che morì nel 1589.

Milleville fu tenore della cappella papale da ottobre 1552 a giugno 1558.
Dall'aprile 1560 e sino alla morte fu secondo organista del duca alla corte estense, sotto il giovane Luzzasco Luzzaschi.
Fu maestro di Ercole Pasquini, Vittoria Aleotti e, presumibilmente, del proprio figlio Francesco.
Per la sua eccellente reputazione come organista, Alessandro Milleville potrebbe essere stato una figura importante per la scuola organistica ferrarese, alla quale appartenevano anche Jacques Brunel e Luzzaschi, e che raggiunse il suo apice con Pasquini e Frescobaldi.
Nessuna composizione per organo di Milleville è sopravvissuta e i suoi libri di madrigali sembrano aver avuto solo una diffusione locale; con un'unica eccezione, sue singole composizioni apparvero esclusivamente in antologie ferraresi.

## Opere
- Libro primo de' madrigali, Venezia, 1575;
- Madrigali libro secondo, Ferrara, 1584;
- Madrigali, Ferrara, 1584;
- Sacrarum cantionum liber primus, Ferrara, 1584;
- La vergine con 10 altre stanze spirituali, Ferrara, 1584;
- Altri madrigali in diverse raccolte